# 小行星11946
小行星11946（11946 Bayle）是一颗绕太阳运转的小行星，为主小行星带小行星。该小行星于1993年8月15日发现。

## 轨道参数
小行星11946的轨道半长轴为3.1567347 UA，离心率为0.136。